# Хлорид бария
Хлори́д ба́рия (хлори́стый ба́рий, химическая формула — BaCl2) — неорганическая бариева соль соляной кислоты.
При обычных условиях хлорид бария представляет собой дигидрат BaCl2 · 2H2O.
В лаборатории для получения хлорида бария используется дигидрат, тогда как в промышленности данный хлорид получают тремя основными методами: из его плава, из плава сульфида бария или из других соединений бария, растворимых в кислотах.

## Физические свойства
| Характеристика                                 | Величина                                             | Источник |
| ---------------------------------------------- | ---------------------------------------------------- | -------- |
| Энергия разрыва связи Ba—Cl Do298, кДж/моль    | 436,0 ± 8,4                                          | [ 15 ]   |
| Длина связи Ba—Cl dсв, пм                      | 268,28                                               | [ 15 ]   |
| Энергия кристаллической решетки Uреш, кДж/моль | 2046 (по Капустинскому) 2069 (по циклу Борна—Габера) | [ 16 ]   |
| Поверхностное натяжение σ, H/м                 | 165 · 10-3 (970 °C) 159,4 · 10-3 (1040 °C)           | [ 17 ]   |

| Характеристика                                          | Величина                                      | Источник |
| ------------------------------------------------------- | --------------------------------------------- | -------- |
| Стандартная энтальпия образования Δf Ho, кДж/моль       | -855,0 (BaCl2) -1456,9 (дигидрат)             | [ 18 ]   |
| Стандартная энтропия So298, Дж/(K · моль)               | 124 (BaCl2, ромб.) 203 (дигидрат, монокл.)    | [ 19 ]   |
| Стандартная энергия Гиббса образования ΔGo298, кДж/моль | -797 (BaCl2, ромб.) -1283 (дигидрат, монокл.) | [ 19 ]   |

Хлорид бария является диамагнетиком. 
α-Модификация BaCl2 при нормальных условиях представляет собой бесцветные кристаллы, флюоресцирующие в рентгеновских лучах. Эти кристаллы растворимы в воде, спирте, смеси спирт—вода, плохо растворяются в ацетоне и жидком сернистом газе. Водный раствор соли образует дигидрат, представляющий собой бесцветные призмы с двойным положительным лучепреломлением. При нагревании до 60—65 °C, перемешивании в метиловом спирте или насыщении водного раствора хлороводородом, из дигидрата образуется моногидрат в виде бесцветных пластин: 
{\displaystyle {\ce {BaCl2.2H2O->[60-65~^{\circ }{\text{C}}][-{\ce {H2O}}]BaCl2.H2O->[121~^{\circ }{\text{C}}][-{\ce {H2O}}]BaCl2}}}
С солями s1- и s2-элементов BaCl2 образует эвтектические смеси — NaCl—BaCl2, CaCl2—BaCl2.
Некоторые физико-химические данные водных растворов соли, включая плотности растворов различной концентрации (при 20 °C), коэффициенты активности (при 25 °C) и числа переноса анионов (при 18 °C), приведены в Таблицах 1, 2 и 3 соответственно. 
| Массовая доля, % | Концентрация | Концентрация | Плотность ρ, г/см3 |
| Массовая доля, % | моль/л       | г/л          | Плотность ρ, г/см3 |
| ---------------- | ------------ | ------------ | ------------------ |
| 2                | 0,0976       | 20,32        | 1,016              |
| 4                | 0,1986       | 41,36        | 1,034              |
| 6                | 0,3033       | 63,16        | 1,053              |
| 8                | 0,4118       | 85,76        | 1,072              |
| 10               | 0,5244       | 109,2        | 1,092              |
| 12               | 0,6412       | 133,5        | 1,113              |
| 14               | 0,7625       | 158,8        | 1,134              |
| 16               | 0,8885       | 185,0        | 1,156              |
| 18               | 1,019        | 212,2        | 1,179              |
| 20               | 1,155        | 240,6        | 1,203              |
| 22               | 1,297        | 270,01       | 1,227              |
| 24               | 1,444        | 300,7        | 1,253              |
| 26               | 1,597        | 332,6        | 1,279              |

| Концентрация, моль/1000 г воды | 0,1   | 0,2   | 0,4   | 0,6   | 0,8   | 1,0   |
| ------------------------------ | ----- | ----- | ----- | ----- | ----- | ----- |
| Коэффициент активности         | 0,508 | 0,450 | 0,411 | 0,397 | 0,397 | 0,401 |

| Эквивалентная концентрация, моль/л | 0,01  | 0,02  | 0,05  | 0,1   | 0,2   | 0,5   | 1,0   | 2     |
| ---------------------------------- | ----- | ----- | ----- | ----- | ----- | ----- | ----- | ----- |
| Число переноса аниона              | 0,554 | 0,554 | 0,560 | 0,580 | 0,592 | 0,611 | 0,640 | 0,657 |

## Химические свойства
Хлорид бария образует аддукты — BaCl2 · 4NH3 и BaCl2 · NH2OH · H2O.
- Пропуская углекислый газ через водный раствор соли, можно осадить карбонат бария[20]:

{\displaystyle {\ce {BaCl2 + CO2 + H2O -> BaCO3 + 2HCl}}}
- При высокой температуре с хлоридом реагирует смесь диоксида углерода и кислорода[20]:

{\displaystyle {\ce {2BaCl2 + 2{CO2}+ O2 -> 2BaCO3 + 2Cl2}}}
- В реакции ионного обмена с сульфатом калия происходит осаждение сульфата бария[25]:

{\displaystyle {\ce {BaCl2 + K2SO4 -> BaSO4 + 2KCl}}}
Подобные реакции осаждения происходят при реакции с плавиковой, мышьяковой, фосфорной и щавелевой кислотами, а также при реагировании с карбонатами щелочных металлов, молибдатами, ниобатами, селенатами, ферроцианидами и гексафторсиликатами.

## Получение

### В лаборатории
Хлорид бария получают из технического продукта — дигидрата. Сначала проводят его растворение в горячей воде (в соотношении 665 г вещества на 1500 мл воды), затем добавляют 30—40 мл раствора едкого барита (3 %) и 25 мл раствора сульфида аммония. Данную смесь доводят до 80—90 °C 20—30 минут, потом дают ей отстояться. Следующий этап — фильтрование, доведение фильтрата до определенной плотности (1,33 г/см3 при 30 °C) и его охлаждение. На воронке Бюхнера отсасывают получившиеся кристаллы, после — промывают холодной водой и сушат при комнатной температуре. Полученный реактив обычно является «чистым для анализа». 
При очистке хлорида до высокой степени чистоты в полученный реактив добавляют 0,5 г Na-EDTA и приливают гидроксид аммония, пока pH не установится в пределах 7,5—6,5. Затем производят фильтрование и упаривание раствора в кварцевой чашке. Как только образуется кристаллическая пленка соли, раствор начинают охлаждать. 

### В промышленности

#### Плав хлорида бария
Решающим этапом производства хлорида бария является процесс получения его плава. Основой получения является процесс прокалки концентрата барита и хлорида кальция (отход при производстве соды по методу Сольве) в присутствии восстановителя. Данный процесс происходит в горизонтальных барабанных печах. 
Растворы хлорида кальция вводят к концентрату и восстановителю в печь после создания там равномерной температуры. Плавление смеси продолжается от 2,5 до 4,5 часов при температуре 890—1100 °C, после — печь останавливают, а полученный плав сливают в изложницы. Сам процесс образования соединения отличается многообразием реакций между основными компонентами исходной шихты, но может быть описан суммарным уравнением
{\displaystyle {\ce {BaSO4 + CaCl2 + 4C -> BaCl2 + CaS + 4CO}}}
Далее, используется водное выщелачивание соли из заранее охлажденного и дробленного плава. Полученные растворы фильтруются, упариваются, и уже из упаренных растворов выделяют кристаллы дигидрата хлорида бария.

#### Плав сульфида бария
Используются способы, основывающиеся на обработки плава газообразным хлором или различными хлоридами: хлорный, солянокислотный, хлорнатриевый и другие. 
Хлорный способ. Раствор сернистого бария, полученный выщелачиванием его плава, обрабатывают газом:
{\displaystyle {\ce {BaS{}+Cl2->[80-90~^{\circ }{\text{C}}]BaCl2{}+S}}}
Процесс требует контроля условий хлорирования, так как при избытке хлора могут образовываться различные продукты.
Солянокислотный способ. Способ основывается на мокром размоле сернокислого бария в шаровых мельницах, с последующим дозированием полученного сульфида в соляную кислоту, где происходит образование хлорида: 
{\displaystyle {\ce {BaS + 2HCl -> BaCl2 + H2S}}}
Хлорнатриевый способ. Данный способ подразумевает обработку плава сульфида бария смесью соляной кислоты и хлористого натрия в две стадии:
{\displaystyle {\ce {2BaS + 2HCl -> BaCl2 + Ba(HS)2}}}
{\displaystyle {\ce {BaCl2 + Ba(HS)2 + 2NaCl2 + 2H2O -> 2BaCl2 + 2H2O + 2NaHS}}}

#### Остальные методы
- Высококачественный хлорид бария может быть получен растворением в водном растворе хлороводорода окиси бария, а также различных его солей[30]:

{\displaystyle {\ce {BaO + 2HCl -> BaCl2 + H2O}}}
{\displaystyle {\ce {Ba(CH3COO)2 + 2HCl -> BaCl2 + 2CH3COOH}}}
{\displaystyle {\ce {BaC2 + 2HCl -> BaCl2 + C2H2}}}
Данные методы не применяются из-за их дороговизны.

## Применение
- Производство пигментов (например, «баритового желтого» — хромата бария BaCrO4)[11];
- Борьба с вредителями в сельском хозяйстве[13];
- Утяжеление и осветление кожи в кожевенной промышленности[13];
- Отпуск и закалка стали (в качестве сплава с хлоридами щелочных и щелочноземельных металлов)[13];
- «Смягчение» воды, содержащей гипс, которая используется для питания котлов[27].

В лабораториях хлорид бария является реактивом для качественного и количественного определения серной кислоты.

### Комментарии
1. Кристаллическая структура хлорида бария подобна PbCl2[1].
2. ↑  Кристаллическая структура хлорида бария подобна PbCl2[2].
3. ↑  Приведены данные при 25 °C (298,15 K), если не указано иное.
4. ↑  Приведены данные при 25 °C (298,15 K).

### Справочная литература
- Лидин Р. А. Константы неорганических веществ : справочник / Р. А. Лидин, Л. Л. Андреева, В. А. Молочко ; под ред. Р. А. Лидина. — 3-е изд., стереотип. — М.: Дрофа, 2008. — 685, [3] с. — 3000 экз. — ISBN 978-5-358-04347-3.
- Рябинович В. А., Хавин З. Я. Краткий химический справочник. — 2-е изд., испр. и доп. — Л.: Химия, 1978. — 392 с. — 230 000 экз.
- Свойства неорганических соединений. Справочник / Ефимов А. И. и др. — Л.: Химия, 1983. — 392 с. — 32 000 экз.
- Волков А. И., Жарский И. М. Большой химический справочник / А. И. Волков, И. М. Жарский. — Минск: Современная школа, 2005. — 608 с. — 4000 экз. — ISBN 985-6751-04-7.

### Производственная литература
- Ахметов Т. Г. Глава II. Хлорид бария // Химия и технология соединений бария. — М.: Химия, 1974. — 152 с. — 1500 экз.